# Дор (Ферапонтовское сельское поселение)
Дор — упразднённая деревня в Кирилловском районе Вологодской области.
Входит в состав Ферапонтовского сельского поселения, с точки зрения административно-территориального деления — в Ферапонтовский сельсовет.
Расстояние по автодороге до районного центра Кириллова — 28 км, до центра муниципального образования Ферапонтово — 6 км. Ближайшие населённые пункты — Ново, Дергаево, Ивановское, Глебовское.
По данным переписи в 2002 году постоянного населения не было.
27 февраля 2021 года упразднена.